# Blaise Barthélémy
Pour les articles homonymes, voir Barthélémy.
Blaise Barthélémy est un sculpteur français né le 25 janvier 1738 à Lyon et mort le 2 avril 1819 à Paris.

## Biographie

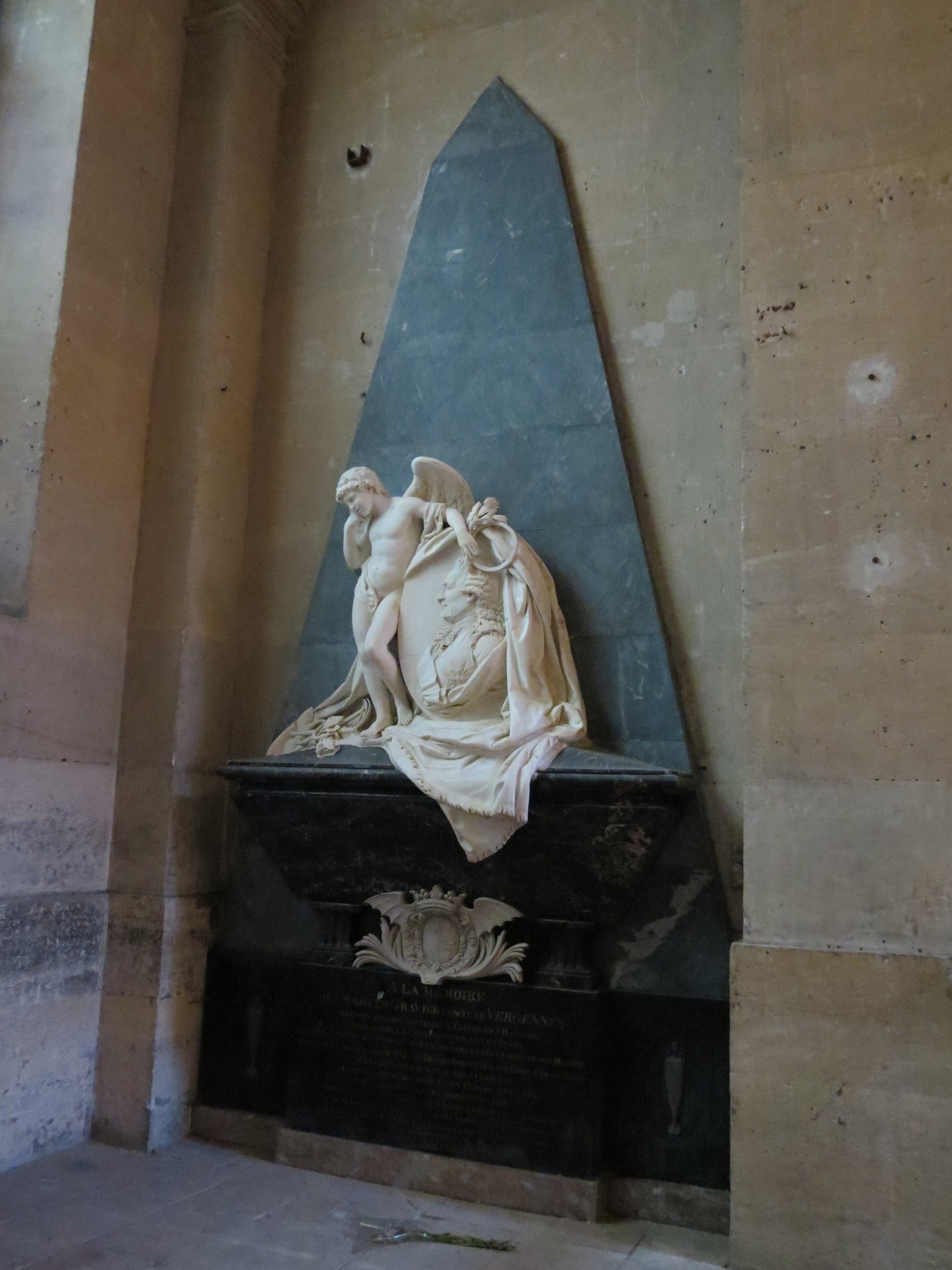
Cénotaphe du comte de Vergennes, église Notre-Dame de Versailles.

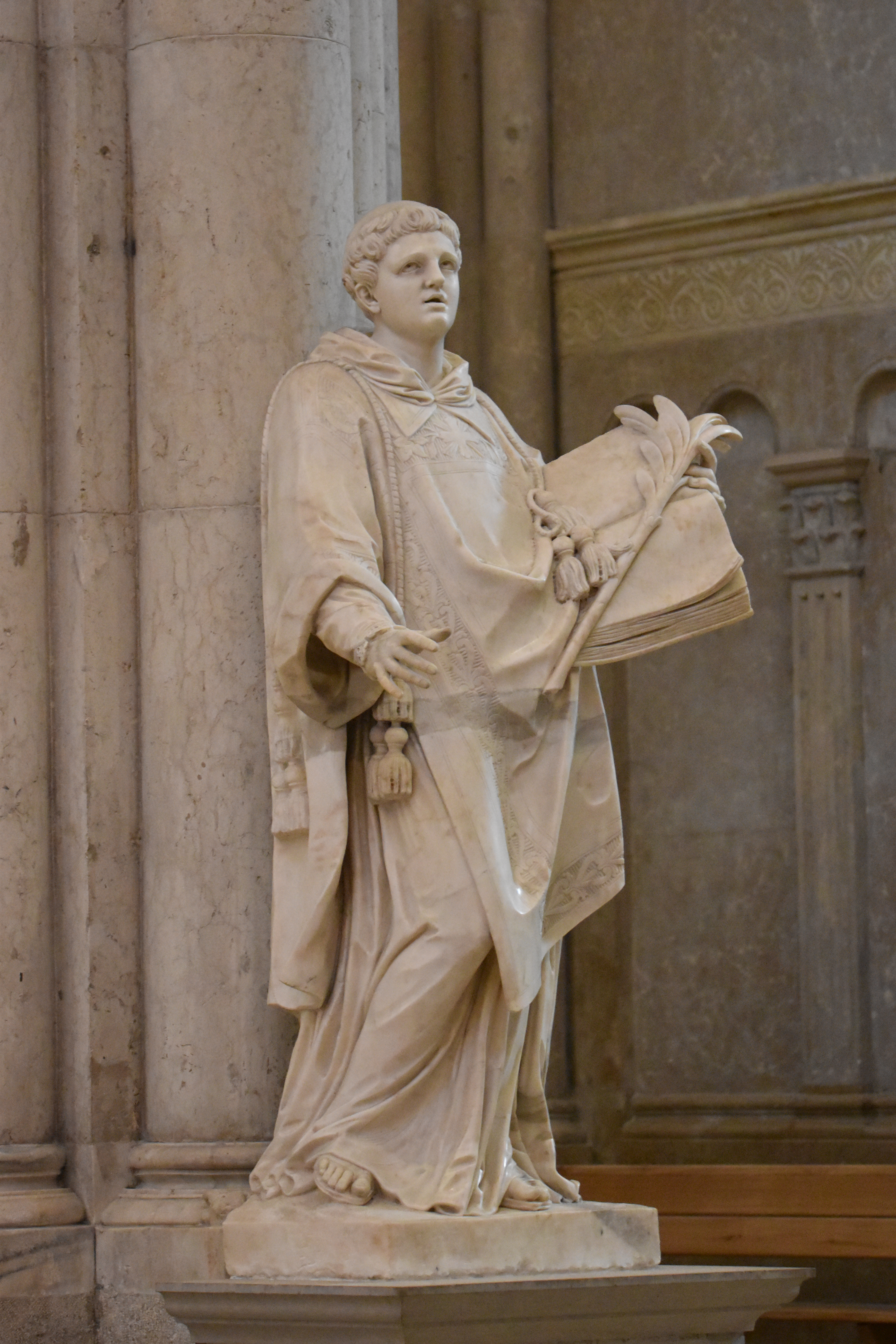
Saint Étienne (1778), Lyon, primatiale Saint-Jean.

Élève à l’école de dessin de Lyon, Blaise Barthélémy étudie aussi à Rome. De retour à Lyon en 1768, il travaille régulièrement à partir de cette date avec l’architecte Martin Decrenice, notamment pour le chapitre de Saint-Jean. En 1771, il accueille un élève nommé Joseph Chinard (1756-1816) qui réalise le buste de Blaise Barthélémy et fait la fierté de son professeur. 
Il s'installe à Paris en 1785 et est agréé à l’Académie royale de peinture et de sculpture le 29 octobre 1785. Adoptant le style néo-classique, il expose son Jeune Berger ou Adonis et une Léda au Salon de 1787, ainsi que Phocion, général athénien au Salon de 1802. Il réalise des commandes sous Louis XVI, dont celle du cénotaphe  du comte de Vergennes, ministre d’État (commandé en 1787). Lors de la Révolution française, l’artiste cache le cénotaphe — qui ne trouvera sa place à l’église Notre-Dame de Versailles qu’en 1818, — puis, lors de la Terreur, il part avec sa famille à Poissy.
De retour à Paris, il effectue des commandes pour le gouvernement de Bonaparte, dont les bustes de Jules Romain et de Nicolas Poussin.
Blaise Barthélémy meurt le 2 avril 1819 à Paris.

## Son œuvre
Blaise Barthélémy sculpte aussi bien des bas-reliefs que des bustes, des groupes et des esquisses, en plâtre, marbre ou terre cuite. 
Ses sujets peuvent être religieux (Statue de Saint-Jean pour la cathédrale Saint-Jean de Lyon), profanes, ou des portraits de personnalités. Blaise Barthélémy a reçu des commandes publiques et privées. 

### Salons
À partir de 1787 et jusqu’en 1804, les œuvres de Blaise Barthélemy sont exposées au Salon de Lyon.
- 1787 : Jeune Berger ou Adonis, groupe en marbre. Le plâtre original est conservé au musée des Beaux-Arts de Dijon. Adonis est assis, accompagné de son chien qui est à ses pieds. Une peau de bête est posée sur ses genoux et une massue se situe derrière lui. La composition (c'est-à-dire le regard du chien et le mouvement du corps) invite le spectateur à faire le tour de la sculpture. Blaise Barthélémy prête une grande attention au détail de rendu de la carnation du berger comme de la fourrure du chien[10],[Note 1] ;
- 1887 : Léda.
- 1793 : Cléopâtre vaincue se donnant la mort pour échapper à l'esclavage.
- 1798 :
  - La Renommée accompagnée de deux Génies dépose sur un autel la récompense de la Vertu ;
  - Vénus et Diane au bain.
- 1802 : Phocion, général athénien, prix d’encouragement[11]
- 1804 : Jules Romain.

Parmi ses œuvres principales référencées, on trouve aussi : 
- Saint Étienne (1776) et Saint Jean-Baptiste, Lyon, primatiale Saint-Jean[13] ;
- Bacchus et Ariane.